# Фоменково (Воронежская область)
Фоменково — село в Петропавловском районе Воронежской области

## Название
Село Фоменково названо по имени и фамилии первопоселенца Фомы Фоменко.
По другим данным из «Топонимические предания Воронежской области» — «Раньше жило на месте будущего села очень мало людей. Но вот переехал из другого села богач Хвома, и стало поселение расти и расширяться. А село в честь богача назвали Хвоменково».

## История
Село основано в 1701 году. Во время Великой Отечественной войны из села Фоменково ушло на фронт 250 человек, 187 из них погибли.

## Население
| 1859 | 2010 |
| ---- | ---- |
| 319  | ↘277 |

## Инфраструктура
Улицы
- ул. Луговая,
- ул. Мира,
- ул. Первомайская,
- ул. Пролетарская,
- ул. Советская,
- Садовый пер.